# Rychnowo (województwo kujawsko-pomorskie)
Rychnowo – wieś w Polsce położona w województwie kujawsko-pomorskim, w powiecie grudziądzkim, w gminie Świecie nad Osą.

## Podział administracyjny
W latach 1975–1998 miejscowość położona była w województwie toruńskim.

## Demografia
Według Narodowego Spisu Powszechnego (III 2011 r.) wieś liczyła 153 mieszkańców. Jest dziesiątą co do wielkości miejscowością gminy Świecie nad Osą.